# Castelmoron-sur-Lot
Castelmoron-sur-Lot település Franciaországban, Lot-et-Garonne megyében. Lakosainak száma 1830 fő (2022. január 1.). Castelmoron-sur-Lot Brugnac, Fongrave, Granges-sur-Lot, Lafitte-sur-Lot, Laparade, Monclar és Le Temple-sur-Lot községekkel határos.

## Népesség
A település népességének változása:
| Lakosok száma | 1547 | 1527 | 1662 | 1739 | 1709 | 1728 | 1748 | 1796 | 1796 | 1830 |
|               | 1968 | 1982 | 1990 | 2006 | 2013 | 2015 | 2017 | 2019 | 2020 | 2022 |